# Tribeca

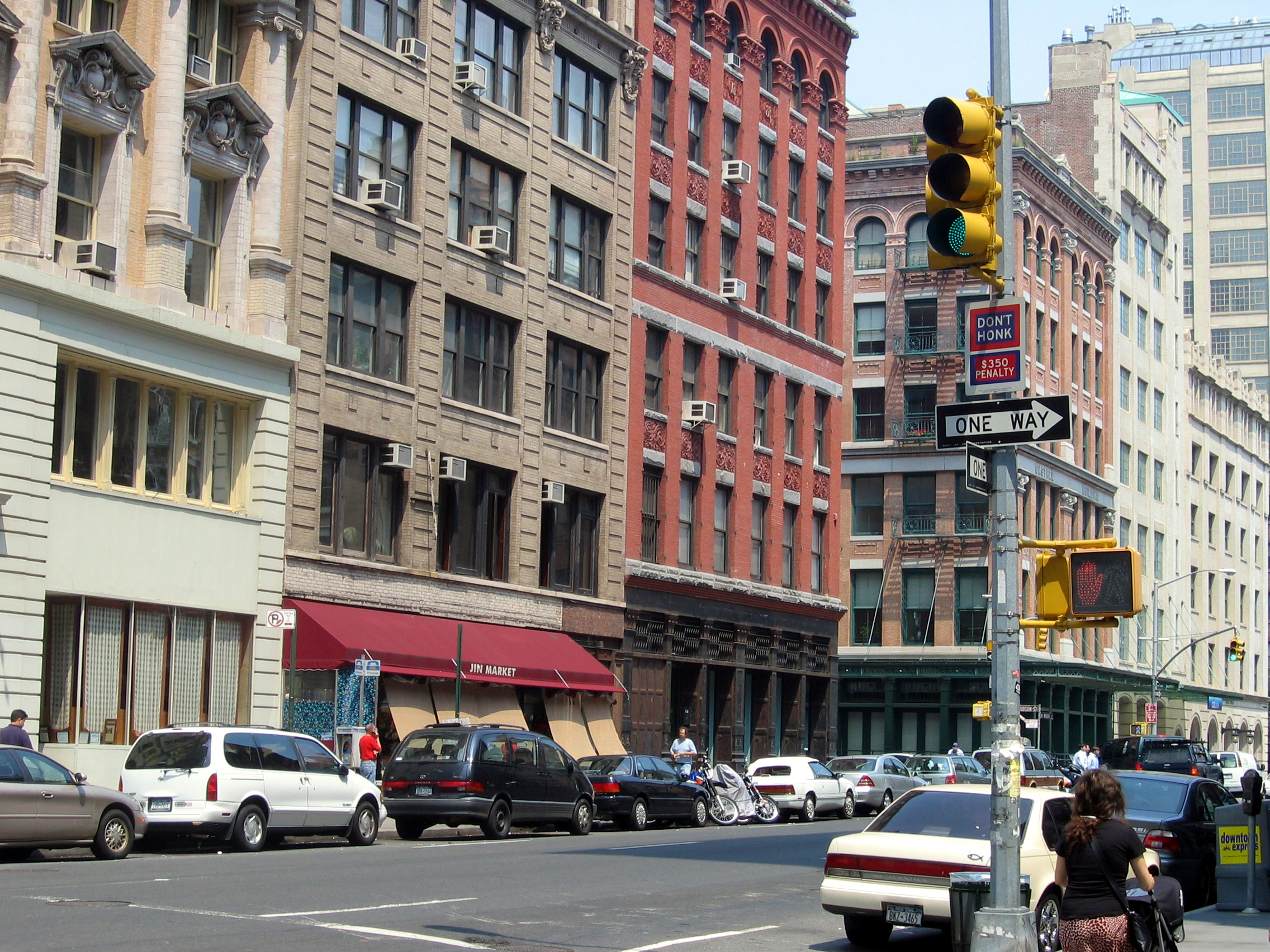
Ulice Hudson Street v TriBeCa

Tribeca (někdy též psána jako TriBeCa) je místní část newyorského Manhattanu ve Spojených státech. Název je zkratkou ze slov „Triangle Below Canal Street“, čili „trojúhelník pod ulicí Canal Street“. Rozprostírá se od Canal Street jižně k Park Place a od Hudson River k Broadwayi. Kdysi to byla průmyslová zóna, později prošla výraznou revitalizací. Sklady byly zrekonstruovány na domy a vznikly nové byty, čímž vznikla různorodá oblast.